# Зубрилинское сельское поселение
Зубрилинское сельское поселение — муниципальное образование в Чертковском районе Ростовской области.
Административный центр поселения — хутор Богуны.

## Административное устройство
В состав Зубрилинского сельского поселения входят:
- хутор Богуны;
- хутор Белая Балка;
- хутор Зубрилинский;
- хутор Лозовой;
- хутор Шипилов.

## Население
| 2010 | 2012 | 2013 | 2014 | 2015 | 2016 | 2017 |
| ---- | ---- | ---- | ---- | ---- | ---- | ---- |
| 786  | ↘753 | ↘735 | ↘713 | ↘690 | ↘678 | ↘664 |
| 2018 | 2019 | 2020 | 2021 |      |      |      |
| ↘655 | ↘617 | ↗620 | ↘612 |      |      |      |